# Брейский викарий (Энгельс)

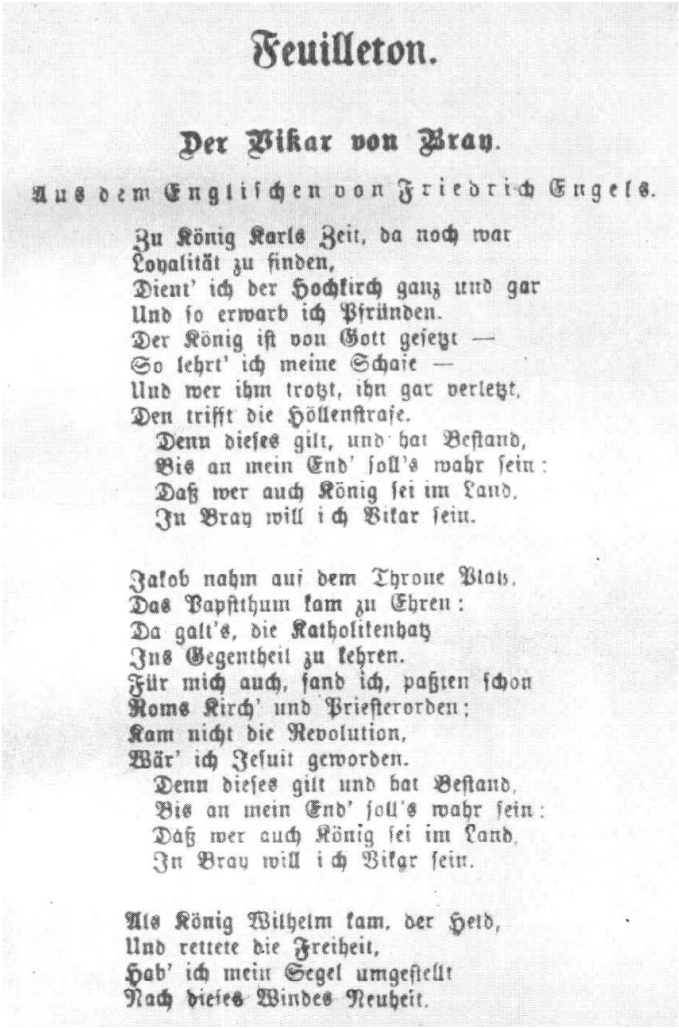
Первая половина текста перевода Фридриха Энгельса английской песни «Брейский викарий». «Der Sozialdemokrat», 7 сентября 1882

«Брейский виќарий» (нем. Der Vikar von Bray) — статья Фридриха Энгельса, содержащая его перевод английской народной песни «The Vicar of Bray» на немецкий язык, и основанный на нём критический комментарий на злободневные события в политической жизни Германии. Была создана и издана в сентябре 1882 года в газете «Der Sozialdemokrat». В песне речь идёт о священнослужителе, который со сменой английского короля переходил из одной конфессии в другую. Энгельс использовал этот нарицательный образ для характеристики поведения представителей немецкого государственного аппарата, вынужденных под влиянием изменения политики рейхсканцлера Отто фон Бисмарка, незамедлительно подстраиваться под новые требования. 

## Создание и публикация
С 1849 года и до смерти в 1895 году Фридрих Энгельс проживал в Великобритании. В своей политической деятельности он неоднократно использовал народные песни, творчество чартистов, фольклор английских рабочих. Некоторые из них он лично переводил. Так, в 1865 году на страницах газеты лассалевского направления «Der Sozial-Demokrat» («Социал-Демократ») он опубликовал «стародатскую» народную песню «Барин Тидман», повествующую о бунте крестьян против помещика, обложившего их непомерными налогами и закончившуюся смертью угнетателя. Он нашёл уместным использовать балладу в отношении характеристики положения немецкого крестьянства во второй половине XIX века, а также в качестве средства революционной пропаганды и агитации. «В такой стране, как Германия, где имущие классы включают в себя столько же феодального дворянства, сколько и буржуазии, а пролетариат состоит из такого же или даже большего количества сельскохозяйственных пролетариев, как и промышленных рабочих,— старая бодрая крестьянская песня как раз к месту», — писал Энгельс. 
Подобный подход он применил при переводе английской народной баллады «Брейский викарий» (англ. Vicar of Bray). В ней представлен сатирический образ священника, ставший нарицательным. Это постоянно меняющий свои убеждения человек, после смены короля переходящий из католичества в англиканство и наоборот: «Я к одному стремлюсь, по мне // Нет ничего важнее: // Кто б ни был королём в стране, // Викарием быть в Брее». Образ вошёл в поговорку и применяется в качестве характеристики предателя, «хамелеона», приспособленца, человека без принципов. Перевод был создан в Лондоне в начале сентября 1882 года. Он появился в основанной в 1879 году газете «Der Sozialdemokrat» («Социал-демократ») 7 сентября 1882 года за подписью «Фр. Энгельс». В письме к Эдуарду Бернштейну (немецкий публицист и политический деятель, с 1881 года редактор газеты «Социал-демократ»), отправленному из Лондона в Цюрих 9 августа 1882 года, Энгельс извинялся за то, что ему не хватает времени передать материал для своего «фельетона», под которым он подразумевал свой перевод песни и комментарий к нему. В письме из Лондона в Цюрих от 13 сентября 1882 года он в конце отметил, что Адольф Бёйст (немецкий врач и дальний родственник Энгельса) может напеть мелодию к переводу песни. В письме Энгельса из Лондона к Лауре Лафарг (дочь Карла Маркса) в швейцарский Веве от 20 сентября 1882 года он писал, что со слов Бернштейна перевод «произвёл огромную сенсацию».
В тексте статьи относительно оригинала Энгельс выразился, что это «пожалуй, единственная политическая народная песня, которая в Англии сохраняла популярность в течение свыше ста шестидесяти лет». Однако она нисколько не устарела и сохраняет свою злободневность, в частности применима к реалиям политической жизни Германии второй половины XIX века. Однако есть и существенные отличия: «Бравому брейскому викарию приходилось менять личину только при каждой смене царствующих особ». В Германии же, над многочисленными местными «политическими брейскими викариями», возвышается «подлинный брейский папа» — рейхсканцлер империи Отто фон Бисмарк. Он всё чаще и чаще радикально изменяет политическую ситуацию в стране. «Вчера — свобода торговли, сегодня — покровительственные пошлины; вчера — свобода промышленности, сегодня — принудительные объединения; вчера — культуркампф, сегодня — шествие с развевающимися знаменами в Каноссу, — да и почему бы не так? Omnia in majorem Dei gloriam (всё для вящей славы божьей), что по-немецки значит: всё для того, чтобы выколотить побольше налогов и побольше солдат». В связи с этим под новую политическую линию вынуждены подстраиваться и «бедные маленькие викарии», идти за Бисмарком, «прыгать через палку». «С каким презреньем поглядел бы наш старый бравый викарий сверху вниз на этих своих мелкотравчатых преемников, — он, всё же изрядно гордившийся тем мужеством, которое помогло ему сохранять свою позицию вопреки всем бурям!», — заканчивал памфлет автор.